# Ivan Raguž (svećenik)
Ivan Raguž (Stolac, 24. lipnja 1877. ↓1 – Mostar, 15. lipnja 1945.) bio je hrvatski katolički svećenik, egzorcist i mučenik.

## Životopis
Rodio se u Uzinovića mahali u Stocu.
Don Ivan je bio najmlađe od šestero djece roditelja oca Ivana zvanog Vicić i majke Ruže. Osnovnu školu pohađao je u Stocu, i već u to vrijeme pokazao je natprosječnu nadarenost.
Nakon osnovne škole od 1889. do 1897. pohađao je gimnaziju u Travniku, a bogosloviju u Sarajevu od 1897. do 1901. Za svećenika Trebinsko-mrkanske biskupije zaređen je u Mostaru, 29. lipnja 1900. Svećeničko službovanje započeo je kao kapelan u Gornjem Hrasnu 1901. Upravitelj župe Gradac bio je od 1901. do 1902. Bio je župnikom više župa: Trebinja (1902. – 1907.), Ravno (1907. – 1920.), Klepci (1921. – 1928.) i opet Trebinja (1928. – 1935.).
Kao svećenik Dubrovačke biskupije župnikovao je u Kliševu (1935. – 1939.) nakon čega je umirovljen. Nakon povratka u rodni grad kupio je kuću u kojoj je, po biskupovu dopuštenju, imao i privatnu kapelicu. U Stocu je ostao do listopada 1944., kada je preselio u Mostar. Partizani ga uhitili, držali nekoliko mjeseci u zatvoru, osudili na smrt 15. lipnja 1945. i strijeljali. Točno mjesto ukopa nije poznato, ali se pretpostavlja da je negdje iznad Sjevernog logora u Mostaru.
Don Ivan je već u mladosti iskazivao nepodnošenje nepravde, zbog čega je poslije kao svećenik često dolazio u sukob s predstavnicima režima i moćnicima. Pomagao je ne samo svojim vjernicima, već i pravoslavcima i muslimanima. Tako su prema ljetopisu srpske pravoslavne parohije u Stocu, a prema sjećanju Simeona Biberdžića (kojemu je don Ivan pomogao u bijegu iz Stoca), stolačkog pravoslavnog svećenika, nakon ustaških nereda po Stocu srpnju 1941., don Ivanu predani ključevi, službene knjige i pečat pravoslavne župe te daljnja pastoralna briga o vjernicima, što je on obavljao oko godinu dana. Nakon uhićenja partizanska ga je vlast optužila za mržnju prema Srbima, upravljanje pravoslavnom crkvom i imovinom čime je pomagao okupatorima, te osudila na smrt.